# 威廉·奧古斯都·提爾頓
威廉·奧古斯都·提爾頓爵士（英語：Sir William Augustus Tilden，1842年8月15日—1926年12月11日），英國化學家。他發現異戊二烯可以從松節油中製備。但是，他當時沒有找到把這項發現轉化成商業製造合成橡膠的方法。

## 生平
提爾頓早年在貝德福德現代學校受教育。並分別在1868年與1871年取得倫敦大學的理學士學位與自然科學博士學位。1872年至1880年期間於布里斯托的克里夫頓學院擔任資深科學教師。1880至1894年間則在梅森科學學院（後來的伯明罕大學）當化學教授。1894年至其過世前，一直任職於倫敦皇家科學院，1909年以前擔任化學教授，1905至1909年間出任院長，之後成為榮譽教授。

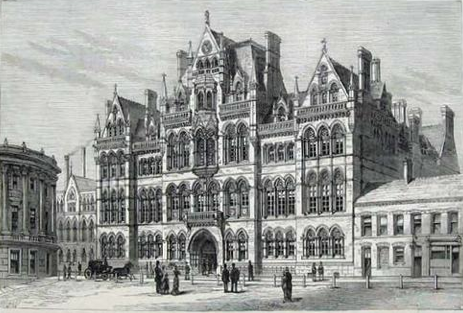
梅森科學學院，今之伯明罕大學

提爾頓在1880成為皇家學會會員並於1904至1906年間任副會長。1908年獲得戴維獎章。1903至1905年間任化學學會會長，1939年後化學學會創立提爾頓獎以紀念他，該獎項此後每年頒發給三位年輕的學會會員（現在該獎項改由英國皇家化學學會頒發）。除此之外，提爾頓還多方參與科學、化學的相關組織如英國先進科學組織、化學機構（1885年後該組織改名為皇家科學機構）、化工學會等。
1921年提爾頓曾出版《知名化學家與他們的貢獻》（Famous Chemists: the men and their work）一書。其子菲利浦·阿姆斯壯·提爾頓為20世紀早期的知名建築師。

## 外部連結
- Biographical Database of the British Chemical Community, 1880–1970
- Royal Society of Chemistry Tilden Prize（页面存档备份，存于）
- 互联网档案馆中威廉·奧古斯都·提爾頓的作品或与之相关的作品
- The Progress of Scientific Chemistry in Our Own Times, 1913
- Famous Chemists: The Men and Their Work, 1921